# Explosions a Bata de 2021
El 7 de març de 2021 es van produir una cadena d'explosions en una caserna de Bata, la ciutat més poblada de Guinea Equatorial continental. Almenys 108 persones van morir durant les explosions i altres 615 van resultar ferides. Les explosions van causar importants danys als voltants de la caserna Mondong Nkuantoma. El president Teodoro Obiang Nguema va atribuir les explosions a la manipulació negligent de dinamita en la base militar.